# Lilium rosthornii

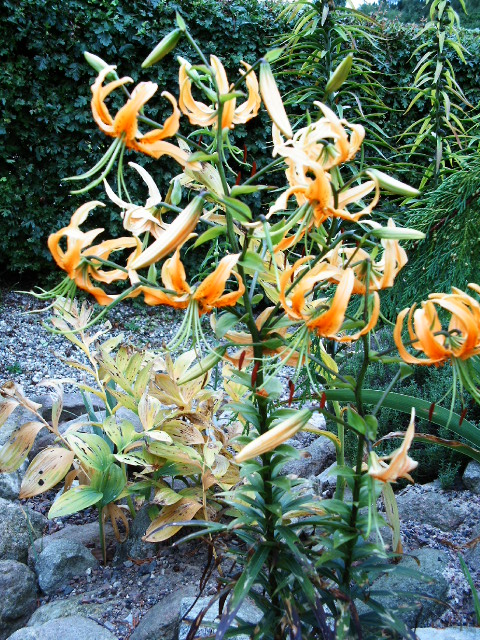
Lilium rosthornii.

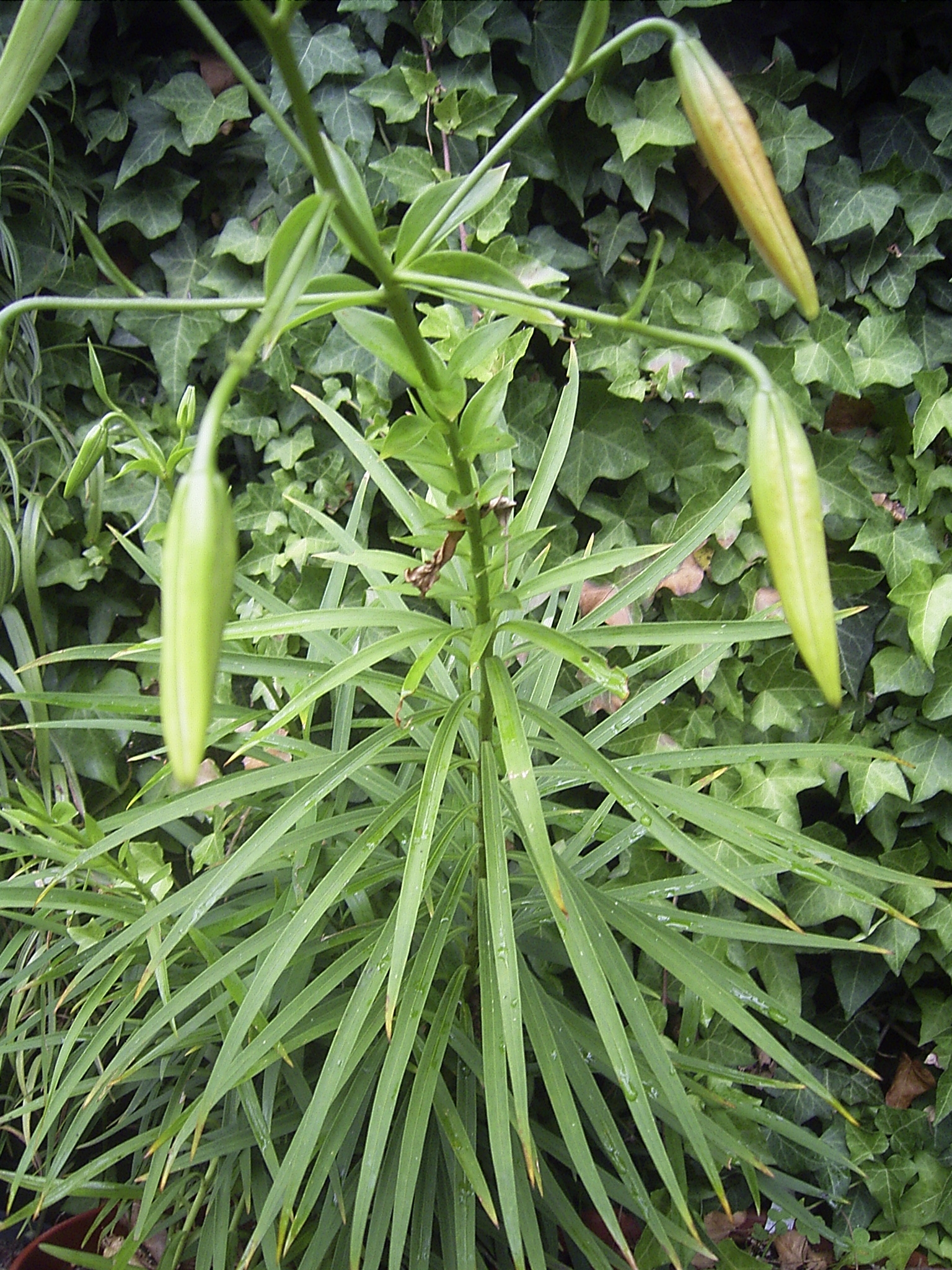
Lilium rosthornii.

''Lilium rosthornii'' (em chinês: 南川百合 | nan chuan bai he) é uma espécie de planta herbácea perene com flor, pertencente à família Liliaceae. A espécie tem a altura variando entre 0,4–1 m e floresce a uma altitude de 300 m e 900 m.
A planta é endêmica nas províncias de Guizhou, Hubei e Sichuan na República Popular da China.